# Jasná Páka
Jasná Páka (1981–1984, 2008–současnost) je česká rocková kapela.

## Historie
Skupina vznikla v roce 1981 kolem kytaristy a písničkáře Michala Ambrože a tehdejšího frontmana, akademického malíře Vladimíra "Dády" Albrechta. V kapele působily další osobnosti české hudební scény – David Koller (bicí), Jan Ivan Wünsch (baskytara), Bohumil a Vladimír Zatloukalovi (kytary). Charakteristickým znakem její hudby se staly ječivé dívčí sbory (Zdena Pištěková, Markéta Vojtěchová a později také Alena Daňková) postavené do kontrastu s mužskými hlasy, a syrový zvuk kytar.
Následkem Trojanova seznamu zakázaných kapel a článku „Nová vlna se starým obsahem“ v Tribuně se skupina ocitla na černé listině. Celostátní zákaz hraní, odstoupení zřizovatele a následné napětí v kapele pomalu vedly k jejímu konci. Vedoucímu Michalu Ambrožovi zbývaly jen dvě možnosti – buď sestoupit do undergroundu a hrát dál pro omezený počet posluchačů po soukromých bytech či stodolách s možností postihu represivními složkami nebo postavit nový soubor a pod jiným názvem vystupovat „na starých známých místech“, tedy v klubech jako Chmelnice, Litochleby či Opatov. Navíc se Ambrožovi zdálo, že se onen model divokých pub-punkových jasnopákovských vypalovaček poněkud vyčerpal, a tak začal hledat ke svým textovým sdělením jiné hudební výrazivo.[zdroj?] Od roku 1984 kapela hraje ve změněné sestavě pod novým názvem Hudba Praha.
Roku 2008 se Jasná Páka opět oddělila od Hudby Praha a v pozměněné sestavě hraje dodnes.
Michal Ambrož zemřel 31. října 2022.

## Diskografie

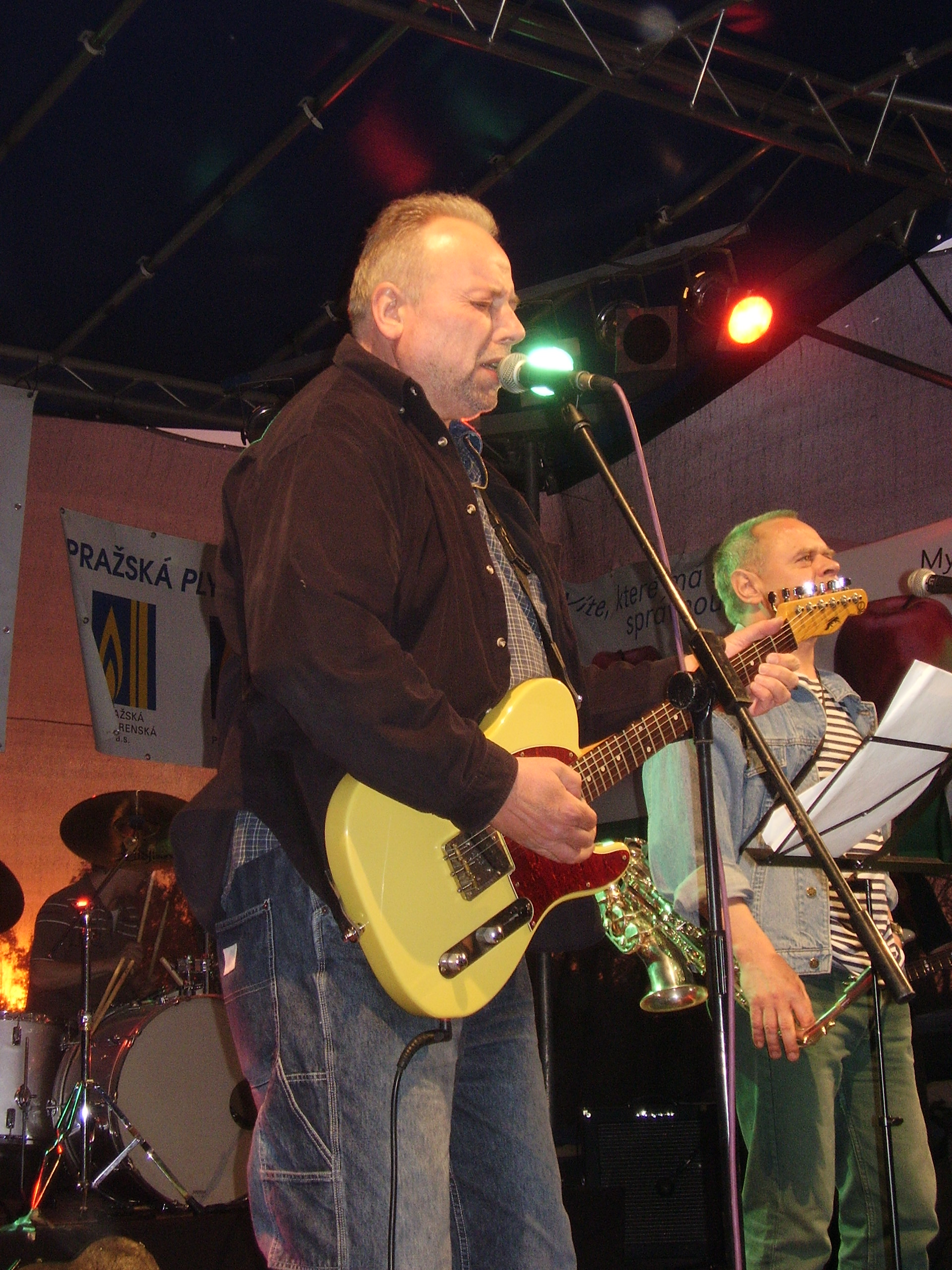
Michal Ambrož, frontman kapely, duben '09

- Jasná páka – 1985 (Koncertní album z koncertu roku 1983)
- Jasná páka – Nashledanou – 1985
- Jasná páka – 1990 (Demo)
- 10 let Hudby Praha / Jasná páka – 1992
- Starý pecky (a tak dál…) – 1994 (Kompilace z předchozích alb)
- Nashledanou – 1997 (Z koncertu v Lucerně)
- Jasná páka – od začátku do konce – 2001 (Kompilace)
- 25 pecek – 2007 (Z koncertu v Akropoli roku 2006)
- Černá deska + Stará vlna s novým obsahem (live) – 2014
- Jasná Páka 40 - Starej bejt každej neumí 2022

## Původní složení kapely
- Michal Ambrož – kytara, zpěv
- Vladimír "Dáda" Albrecht – frontman, zpěv
- Jan Ivan Wünsch – baskytara
- Karel Malík - saxofon, zpěv
- David Koller – bicí, zpěv
- Vladimír Zatloukal – kytara
- Bohumil Zatloukal – kytara
- Zdena Pištěková – zpěv
- Alena Daňková – zpěv
- Markéta Ambrožová – zpěv

## Aktuální složení kapely[2]
- David Koller – bicí, zpěv
- Michal Pelant – kytara, zpěv
- Petr Váša – zpěv, pohyby
- Marek Minárik – basa
- Radovan Jelínek – klávesy, kytara, housle
- Veronika Vítová – zpěv
- Tereza Kopáčková – zpěv